# إس.دبليو.إيه.تي
إس.دبليو.إيه.تي (بالإنجليزية: S.W.A.T.) هو مسلسل دراما أكشن أمريكي من بطولة شيمار مور، ستيفاني سيجمان، أليكس راسل، لينا اسكو وكيني جونسون. عرض الموسم الأول من المسلسل على قناة سي بي إس في 2 نوفمبر 2017.

## وصلات خارجية
- إس.دبليو.إيه.تي على موقع IMDb (الإنجليزية)
- إس.دبليو.إيه.تي على موقع ميتاكريتيك (الإنجليزية)
- إس.دبليو.إيه.تي على موقع روتن توميتوز (الإنجليزية)
- إس.دبليو.إيه.تي على موقع نتفليكس (الإنجليزية)
- إس.دبليو.إيه.تي على موقع كينوبويسك (الروسية)
- إس.دبليو.إيه.تي على موقع ألو سيني (الفرنسية)
- إس.دبليو.إيه.تي على موقع قاعدة بيانات الفيلم (الإنجليزية)